# Ione (Californie)
Ione est une ville américaine située dans le comté d'Amador en Californie.
Selon le recensement de 2010, elle compte 7 918 habitants. La municipalité s'étend alors sur une superficie de 4,78 mille carré (12,38 km2).
Ione était autrefois un important centre de ravitaillement sur la route des mines. La Preston Youth Correctional Facility (institution pénale pour les adolescents), anciennement Preston School of Industry (ou château de Preston), siège dans cette ville.

## Démographie
| 1960  | 1970  | 1980  | 1990  | 2000  | 2010  |
| ----- | ----- | ----- | ----- | ----- | ----- |
| 1 118 | 2 369 | 2 207 | 6 516 | 7 129 | 7 918 |